# Adelebsen (Dolna Saksonia)
Adelebsen – miasto (niem. Flecken) i jednocześnie gmina samodzielna (niem. Einheitsgemeinde) w Niemczech w kraju związkowym Dolna Saksonia, w powiecie Getynga. Miasto jest oddalone od stolicy powiatu Getyngi o ok. 15 km. Miejscowość partnerska polskiego Wielunia